# Deneuille-lès-Chantelle

Deneuille-lès-Chantelle este o comună în departamentul Allier din centrul Franței. În 1 ianuarie 2022 avea o populație de 93 de locuitori.